# Bren (Droma)
|  | Per a altres significats, vegeu «Bren (desambiguació)». |

Bren és un municipi francès situat al departament de la Droma i a la regió d'Alvèrnia-Roine-Alps. L'any 2007 tenia 534 habitants.

## Demografia

### Població
El 2007 la població de fet de Bren era de 534 persones. Hi havia 204 famílies de les quals 40 eren unipersonals (16 homes vivint sols i 24 dones vivint soles), 68 parelles sense fills, 84 parelles amb fills i 12 famílies monoparentals amb fills.
La població ha evolucionat segons el següent gràfic:
Habitants censats

### Habitatges
El 2007 hi havia 235 habitatges, 203 eren l'habitatge principal de la família, 16 eren segones residències i 16 estaven desocupats. 219 eren cases i 16 eren apartaments. Dels 203 habitatges principals, 168 estaven ocupats pels seus propietaris, 29 estaven llogats i ocupats pels llogaters i 6 estaven cedits a títol gratuït; 2 tenien una cambra, 8 en tenien dues, 16 en tenien tres, 53 en tenien quatre i 124 en tenien cinc o més. 158 habitatges disposaven pel capbaix d'una plaça de pàrquing. A 64 habitatges hi havia un automòbil i a 124 n'hi havia dos o més.

### Piràmide de població
La piràmide de població per edats i sexe el 2009 era:
| Homes | Edats   | Dones |
| ----- | ------- | ----- |
| 0     | 95 o +  | 0     |
| 4     | 90 a 94 | 0     |
| 4     | 85 a 89 | 12    |
| 4     | 80 a 84 | 4     |
| 0     | 75 a 79 | 4     |
| 4     | 70 a 74 | 0     |
| 12    | 65 a 69 | 16    |
| 12    | 60 a 64 | 8     |
| 16    | 55 a 59 | 8     |
| 8     | 50 a 54 | 16    |
| 28    | 45 a 49 | 16    |
| 16    | 40 a 44 | 24    |
| 16    | 35 a 39 | 20    |
| 24    | 30 a 34 | 16    |
| 16    | 25 a 29 | 8     |
| 12    | 20 a 24 | 16    |
| 24    | 15 a 19 | 12    |
| 36    | 10 a 14 | 12    |
| 12    | 5 a 9   | 16    |
| 4     | 0 a 4   | 4     |

## Economia
El 2007 la població en edat de treballar era de 374 persones, 256 eren actives i 118 eren inactives. De les 256 persones actives 225 estaven ocupades (122 homes i 103 dones) i 31 estaven aturades (16 homes i 15 dones). De les 118 persones inactives 35 estaven jubilades, 47 estaven estudiant i 36 estaven classificades com a «altres inactius».

### Ingressos
El 2009 a Bren hi havia 199 unitats fiscals que integraven 529 persones, la mediana anual d'ingressos fiscals per persona era de 17.777 €.

### Activitats econòmiques
Dels 17 establiments que hi havia el 2007, 1 era d'una empresa extractiva, 1 d'una empresa de fabricació d'altres productes industrials, 1 d'una empresa de construcció, 9 d'empreses de comerç i reparació d'automòbils, 1 d'una empresa de transport, 1 d'una empresa financera, 1 d'una empresa immobiliària, 1 d'una empresa de serveis i 1 d'una empresa classificada com a «altres activitats de serveis».
Dels 2 establiments de servei als particulars que hi havia el 2009, 1 era un taller de reparació d'automòbils i de material agrícola i 1 electricista.
L'únic establiment comercial que hi havia el 2009 era una botiga de roba.
L'any 2000 a Bren hi havia 29 explotacions agrícoles que ocupaven un total de 672 hectàrees.

## Equipaments sanitaris i escolars
El 2009 hi havia una escola elemental integrada dins d'un grup escolar amb les comunes properes formant una escola dispersa.

## Poblacions més properes
El següent diagrama mostra les poblacions més properes.